# دریاچه آمیستاد
دریاچه آمیستاد (به انگلیسی: Amistad reservoir) نام یک دریاچه در مرز تگزاس و مکزیک است.
این دریاچه مصنوعی در سال ۱۹۶۹ بمنظور ساخت یک سد احداث گردید. این دریاچه ۲۶۳ کیلومتر مربع مساحت و حد اکثر عمق آن ۶۶ متر است. نیروی برق حاصل از این نیروگاه مشترکاً بین مکزیک و آمریکا بهره برداری می‌شود.
نام آمیستاد به اسپانیایی بمعنای «دوستی» است.

## نگارخانه

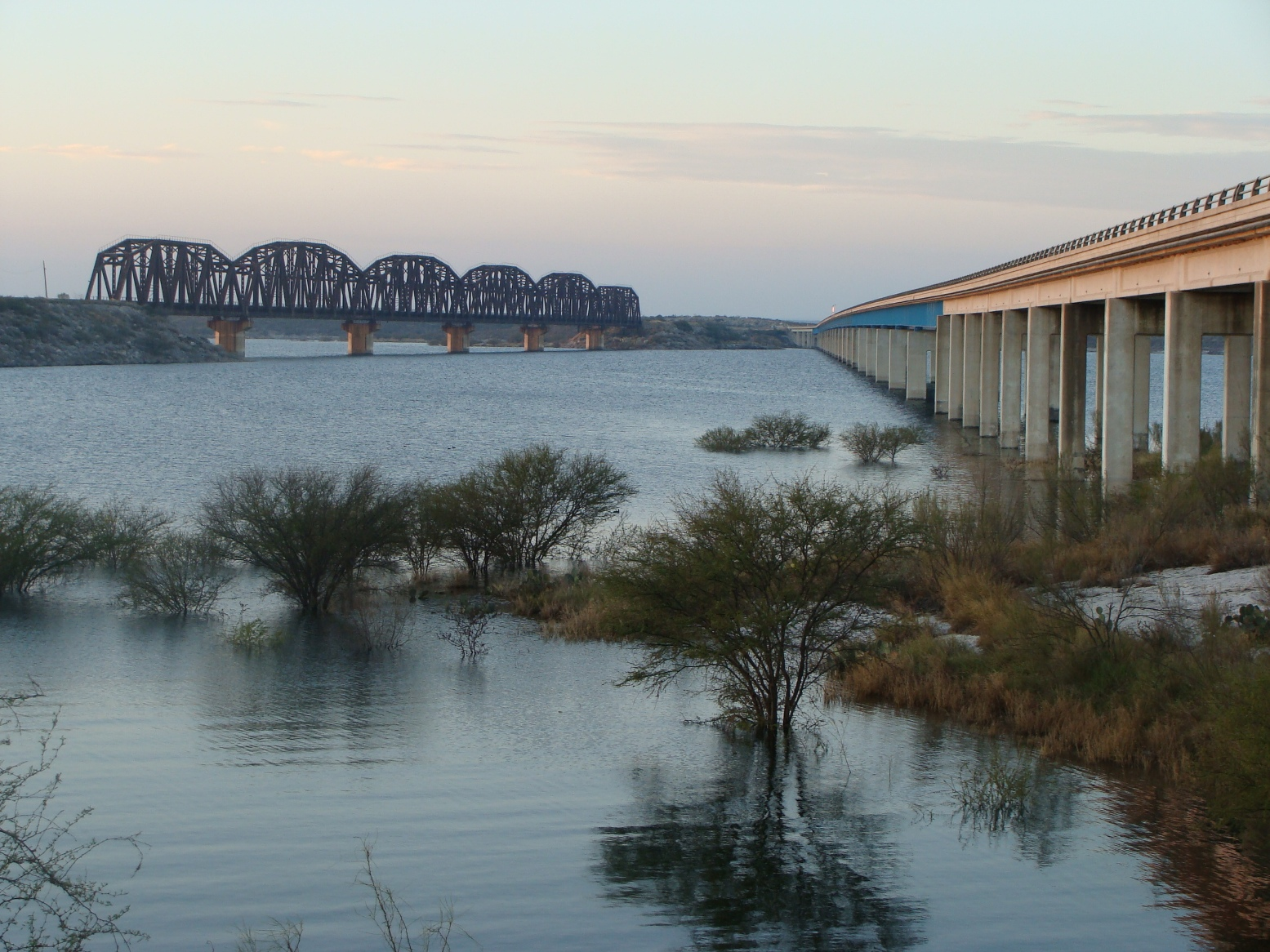